# Else Höfs

Else Höfs

Else Höfs (geborene Voigt, verheiratete Kirchmann; * 2. September 1876 in Berlin; † 1945 in Stralsund) war eine deutsche Politikerin der SPD und Abgeordnete der Verfassunggebenden Deutschen Nationalversammlung.

## Leben
Die Tochter des Zigarrenhändlers Georg Voigt besuchte die Bürgerschule in Stettin. Von 1887 bis 1889 lebte die Familie Voigt in Greifenhagen, da der Vater aufgrund des Sozialistengesetzes aus Stettin ausgewiesen worden war. 1894 heiratete sie den Malermeister Pauf Höfs, der später Stadtverordneter für die SPD in Stettin wurde.
1905 trat Else Höfs in die SPD ein und wurde Vertrauensfrau für die weiblichen SPD-Mitglieder in Stettin. Von 1912 bis 1933 gehörte sie dem Bezirksvorstand der SPD in der Provinz Pommern an. Während des Ersten Weltkriegs war sie als Krankenpflegerin für das Rote Kreuz anderthalb Jahre in einem Lazarett tätig und arbeitete außerdem für den Nationalen Frauendienst, die Kriegsfürsorge und die Wohlfahrtspflege.
Else Höfs wurde 1919 Mitglied des Wohlfahrts-, Jugend- und Waisenamtes in Stettin. Gleichzeitig führte sie bis 1933 den Vorsitz des Bezirksausschusses der Arbeiterwohlfahrt in Pommern. Ebenfalls 1919 wurde sie Mitglied der Verfassunggebenden Nationalversammlung der Weimarer Republik. Von 1920 bis 1924 war sie Stadtverordnete in Stettin und gehörte dem Provinziallandtag der Provinz Pommern an. 1921 wurde sie in den Preußischen Landtag gewählt, dem sie bis 1928 angehörte.
1932 heiratete sie den Arbeitersekretär Karl Kirchmann.